# Gamsjoch
Le Gamsjoch est une montagne possédant trois cimes, dont la plus haute s’élève à 2 452 m d’altitude, dans les Karwendel, en Autriche.